# Nigel Melker
Nigel Melker (Roterdã, 25 de janeiro de 1991) é um automobilista neerlandês.
Em 2010, Melker tornou-se o primeiro piloto a juntar-se a equipe RSC Mücke Motorsport para a temporada da GP3 Series de 2010. Ele permaneceu na GP3 com a equipe Mücke para a temporada 2011. Depois de participar da etapa final da temporada de 2011 da GP2 Series, que não era válida para o campeonato, pela equipe DAMS, Melker mudou para a Ocean Racing Technology para disputar a temporada de 2012, inicialmente ao lado de Jon Lancaster.